# 韓一光
韓一光（？—？），字季孚，號麗陽，南直隸安慶府懷寧縣民籍，應天府高淳縣人，明朝政治人物。

## 生平
韓一光是江夏縣知縣韓棟之子，天啟四年（1624年）甲子科應天鄉試第五十名舉人，崇禎元年（1628年）戊辰科進士。授行人司行人，奉詔冊封萬安王，六年（1633年）考選河南道監察御史，剛直有聲譽，崇禎帝親筆書寫其名於屏風之上，八年（1635年）巡按四川，嚴厲禁止投獻行為，革除繁冗的徭役，肅清貪穢的官屬，審查邛州之獄，釋放生員數十人。出為浙江按察司僉事，十年（1637年）升浙江布政使司參議，十二年（1639年）升山東按察司副使，後致仕歸里。